# Ormiscodes ribesii
Ormiscodes ribesii är en fjärilsart som beskrevs av H.Edwards 1875. Ormiscodes ribesii ingår i släktet Ormiscodes och familjen påfågelsspinnare. Inga underarter finns listade i Catalogue of Life.